# 奧內阿塔島
奧內阿塔島是斐濟的島嶼，位於太平洋海域，距離拉肯巴島40公里，屬於劳群岛的一部分，由东部区負責管轄，長4.5公里、寬1.7公里，面積5平方公里，最高點海拔高度49米。